# Tårup–Kvols–Nørre Borris Sognekommune
Tårup–Kvols–Nørre Borris Sognekommune i Fjends Herred var en kommune i Viborg Amt fra 1842 til 1970. Indtil 1950 hed kommunen Taarup–Kvols–Borris Kommune. 

## Tre sogne
Kommunen bestod af de tre sogne Tårup, Kvols og Borris. 
I 1950 skiftede Borris Sogn navn til Nørre Borris Sogn, og fra 2007 er navnet Sparkær Sogn. 
Der er tre kirker i den tidligere kommune. Taarup Kirke og Kvols Kirke er fra Middelalderen, mens Sparkær Kirke afløste den gamle Borris Kirke i 1905. 
Dalsgård i Knudby i Tårup Sogn blev præstegård i 1422. I nutiden er området delt mellem to pastorater.

## Sparkær som hovedby
I de seneste årtier inden kommunesammenlægningen i 1970 var Sparkær kommunens hovedby. Sparkær ligger ved Viborg-Skive-Struer Jernbanen, og byen var en stationsby indtil 1979.

## Kommunens nedlæggelse
I 1970 blev kommunen delt, så Tårup–Kvols kom til Viborg Kommune, mens Nørre Borris Sogn (med Sparkær) kom til Fjends Kommune. 
I 2007 blev området forenet i Viborg Kommune.